# Ла-Гуайра
Ла-Гуайра (ісп. La Guaira) — місто на півночі республіки Венесуела. Є столицею приморського штату Варгас. Розташовано на березі Карибського моря, середня висота над рівнем моря — близько 4 м.
З середини XX століття виконує роль найбільшого морського порту країни, приймаючи до 3/5 імпорту і стільки ж експорту країни (какао, кава, тютюн, нафта тощо). Вантажообіг 1969 року становив понад 1 млн тонн на рік. З тих пір збільшився майже втричі. Центр рибальства та рибообробки. Також представлена промисловість, в основному обробка імпортної сировини. Має стратегічне значення для столиці країни — міста Каракас, яке розташовано за 30 км на південь від Ла-Гуайри, однак відділено від неї доволі небезпечним гірським хребтом.
Головний аеропорт країни — Міжнародний аеропорт Маїкетіа Симон Болівар — розташовано за 5 км від Ла-Гуайри.
Клімат міста — сухий тропічний, середня річна кількість опадів поблизу Карибського узбережжя становить менше 200 мм за середньої річної температури 28 °C. Незважаючи на це, дощові хмари затримуються гірським хребтом, тому в горах може випадати до 1000 мм опадів на тиждень, що спричиняє сильні повені й лавини. 1999 року місто було частково затоплено та пошкоджено.
Залізниці та автотраса поєднують Ла-Гуайру з Каракасом, однак їхній стан нині є незадовільним через недостатні видатки на підтримання місцевої інфраструктури. Один із мостів автотраси було зруйновано 2005 року.

## Історія
Перше поселення на місці сучасної Ла-Гуайри 1555 року заснував метис Франсіско Фахардо, назвавши його Вілла-Росаріо. Офіційно місто-порт «Хуайра» заклав Дієго де Осоріо 1589 року, надавши йому повну іспанську назву Сан-Педро-де-Ла-Гуайра. Тривалий час місто майже не розвивалось. Так 1969 року його населення становило тільки 24,5 тисячі жителів. Інтенсивний розвиток міста розпочався тільки після модернізації порту і зростання столиці країни. За 40 років кількість населення міста збільшилась в 11 разів. 2009 року там проживало майже 275 тисяч чоловік.
Місто має власну бейсбольну команду — «Акули з Ла-Гуайри».